# Vidya Jyothi
O Vidya Jyothi (em cingalês:  வித்யா ஜோதி; em tâmil:  வித்யா ஜோதி) é uma honra nacional do Seri Lanca concedida "por realizações cientificas e tecnológicas notáveis". É a maior honra para a ciência do Seri Lanca, como reconhecimento pelas excelentes contribuições para o desenvolvimento do país por meio do trabalho realizado de maneira dedicada no campo escolhido. É comumente usado como um título ou prefixo do nome do premiado.
Vidya Jyothi é um amálgama das palavras Vidya que significa "conhecimento correto" ou "clareza" e Jyothi que significa "luz", com as duas palavras formando uma tradução literal de "luz para o conhecimento justo".
A honraria Vidya Jyothi está abaixo da honraria Veera Chudamani.

## Premiados
Premiados incluem:
1986
- Geoffrey Manning Bawa
- Arthur Charles Clarke
- Suntheralingam Gnanalingam
- Arumadura Nandasena Silva Kulasinghe
- Arumugam Wisvalingam Mailvaganam
- Christopher Rajindra Panabokke
- E.O. Eustace Pereira

1987
- Gamini Lakshman Peiris

1988
- Phillip Reyvatha Wijewardene
- Kanapathypillai Yoheswaran
- Nandrani Swarnamitta de Zoysa

1989
- Ratna Sabapathy Cooke

1990
- Cyril Andrew Ponnamperuma
- Kotti Rambukkana Mahawahalla Anthony Don Michael
- Mohamed Uvais Siddeek Sultanbawa

1991
- Hapugoda Rankotge Premaratne
- Raja Hemapala de Silva

1992
- Beatrice Vivienne de Mel
- Kudatelge Rubert Shelton Peiris
- Sembukuttiarachchilage Roland Silva
- Nalin Chandra Wickramasinghe

1993
- Karannagoda Kankanamalage Yasaratne Wijayasundara Perera
- Herathmudiyanselage Herbert Ratnayake Samarasinghe
- Rezvi Sheriff
- Welapura Naidelage Gemunu Silva

1994
- Shelton  Aloysius Cabraal
- Cecil Ashley de Vos
- Stella Gertrude de Silva

1998
- D. P. Anura Fernando
- C. B. Dissanayake
- M. A. Careem
- J. B. Peiris
- Diyanath Samarasinghe
- Senaka Dias Bandaranayake
- Arjuna Aluwihare
- V. K. Samaranayake
- R. O. Barnes Wijesekera

2005
- A. D. S. Gunawardena
- Colvin Gunaratne
- Damian Nobert Lakshman Alwis
- Damitha Ramanayake
- Dayantha Sepala Wijesekera
- E. W. Marasinghe
- Eric H. Karunanayake
- Janaka de Silva
- Lalitha Mendis
- Mohan Jayatilake
- S. Mahalingam
- S. Mohanadas
- Wijaya Godakumbura

2017 
- Alagiyawanna Mohotti Appuhamillage Nimal Kitsiri Senanayake
- Bandula Wijayarathna
- Colvin Ananda Samarasinghe
- Delpechitracharige Gajabahu Harendra de Silva
- De Silva T. K. Nimal Padmasena
- Errol Radcliffe Jansz
- Lal Gotabhaya Chandrasena
- Mahamendige Wilfred Joseph Gerard Mendis
- Moderage Marian Rohan Waas Jayasekara
- Sarath Wimalabandara Kotagama
- Upali Tissa Vitarana

2018
- Arjuna de Silva
- Don Dilshan Abeywardane[5][6][7]
- Bandula Wijesiriwardena
- Asita de Silva
- Prasad Katulanda
- Vajira Dissanayake
- Mandika Wijeyaratne